# Полтавчук Василь Григорович
Полтавчу́к Васи́ль Григо́рович (*1 січня 1953, Полянецьке, Савранський район, Одеська область) — український письменник (поет, прозаїк), літературознавець. Член Національної спілки письменників України.

## Біографія
Василь Григорович Полтавчук народився 1 січня 1953 року в селі Полянецьке Савранського району Одеської області.
У 1975 році закінчив філологічний факультет Одеського державного університету імені І. І. Мечникова.
В 1975 - 1978 роках працював редактором Одеського обласного радіо, у 1978 - 1980 роках займав посаду літературного консультанта Одеської організації Спілки письмеників України і був відповідальним секретарем літературно-художнього і громадсько-політичного збірника «Горизонт». Протягом 1980  - 1986 років працював відповідальним секретарем Одеського обласного комітету захисту миру.
У 1985 році захистив кандидатську дисертацію «Проблема характеру в українському радянському історико-біографічному романі 1960-х–70-х рр.» на здобуття наукового ступеня кандидата філологічних наук.
З 1986 року працював на посаді доцента кафедри радянської літератури і літератури народів СРСР Одеського державного університету імені І. І. Мечникова, з 1989 року — доцентом кафедри новітньої літератури, з 1999 року — доцентом кафедри новітньої літератури та журналістики, з 2004 року — доцентом кафедри української літератури.
У 1997 році  присвоєно вчене звання доцента.
З вересня 1990 року по квітень 2008 року обіймав посаду заступника декана філологічного факультету Одеського університету. З лютого 2004 року по жовтень 2008 року був завідувачем кафедри української літератури.
З 2003 року є членом Національної спілки письменників України (Одеська обласна організація НСПУ).
З 2004 року був відповідальним секретарем, а з 2007 року — член редакційної ради літературно-художнього і громадсько-політичного журналу Одеської обласної організації НСПУ «Море». Член редколегії (з 2003 р.), заступник відповідального редактора (2004–2006), відповідальний редактор (2006–2008) «Історико-літературного журналу».

## Творчість
Почав друкуватися з 1967 року у районній газеті  «Сільські новини».
Окрім інформаційних матеріалів і невеличких нарисів публікував вірші (з 1970 р.), новели, оповідання. У 1984 році вийшло перше оповідання «Заповітне поле», згодом — збірка «Чи залишиться таємницею?» (1991), а 1997 році  вийшла збірка оповідань «Руса коса до пояса…» з передмовою В. В. Фащенка «Мудрість простоти».
Є автором також краєзнавчих нарисів «Котовськ» (1987 р.), «Odessa Region» (1987 р.; у співавторстві з М. М. Сидяком), путівник «Саврань» (1980 р.), літературознавча розвідка «Біографічний роман і проблема виховання історією» (1989 р.).
Автор  літературно-критичних та літературознавчих публікацій, спогадів, низки навчально-методичних розробок.
Заслуговують на увагу літературознавчі студії про творчість одеських письменників О. Батрова, І. Гайдаєнка, В. Гетьмана, І. Григурка, Г. Зленка, А. Михайлевського, В. Мороза, С. Стриженюка, а також про викладачів філологічного факультету, письменників А. В. Недзвідського, І. М. Дузя, М. О. Левченка, В. Є. Панченка, В. В. Фащенка (наставника і вчителя Василя Григоровича).

### Твори
- Біографічний роман і проблема виховання історією / В. Г. Полтавчук. — Київ: Т-во «Знання» УРСР, 1989. — 47, [1] с.
- Руса коса до пояса…: оповідання / В. Г. Полтавчук. — Одеса: Чорномор'я, 1997. — 192 с. — ISBN 966-555-110-8

Сіл. новини. — 1987. — 23-30 травня.
Чорноморська комуна. — 1989. — 9 травня.
- Ім’я любові: оповідання / В. Полтавчук. — Одеса: Астропринт, 2009. — 184 с. — ISBN 978-966-190-268-7
- Неминущість минулого: Статті. Штрихи до портретів. Спогади / В. Полтавчук. — Одеса: Астропринт, 2009. — 192 с. — ISBN 978-966-190-155-0
- Розлюблена: оповідання / В. Полтавчук. — Одеса: ОНУ, 2013. — 210 с. — ISBN 978-617-689-030-0

Розлюблена // Вечерняя Одесса
- Іванові зяті: оповідання / В. Полтавчук. — Одеса: Астропринт, 2013. — 200 с. — ISBN 978-966-190-763-7

Чорноморські новини. — 2013. — № 1—2 (21369-21370) 5 січ. — С. 7.
- Святкові будні: вірші / Василь Полтавчук. — Одеса: Астропринт, 2016. — 111 с. — ISBN 978-966-927-139-6

Віршований календар // Чорноморські новини. — 2016. — № 5-6 (21682-21683) 16 січня.
- Коротка вічність // Чорноморські новини. — 2017. — № 1-2 (21792-21793) 5-7 січня.
- Шостий президент // Чорноморські новини. — 2018. — № 27 (21937) 22 березня.
- Неходовий товар // Чорноморські новини. — 2020. — № 31-32 (22149-22150) 23-25 квітня.
- Таємниці амурних історій: оповідання / Василь Полтавчук. — Одесса: Астропринт, 2020. — 215 с. — ISBN 978-966-927-685-8
- Літератори Одеси: біогр.-крит. нариси / Василь Полтавчук. — Одеса: Астропринт, 2019. — 343, [32] с.: фот. — Бібліогр. в кінці розд. — ISBN 978-966-927-532-5

## Відзнаки
В 1985 році нагороджений Почесною медаллю Радянського фонду захисту миру, у 2007 році — Грамотою управління освіти і науки Одеської обласної державної адміністрації, у 2008 році — Почесною грамотою Міністерства освіти і науки України.